# Chinels

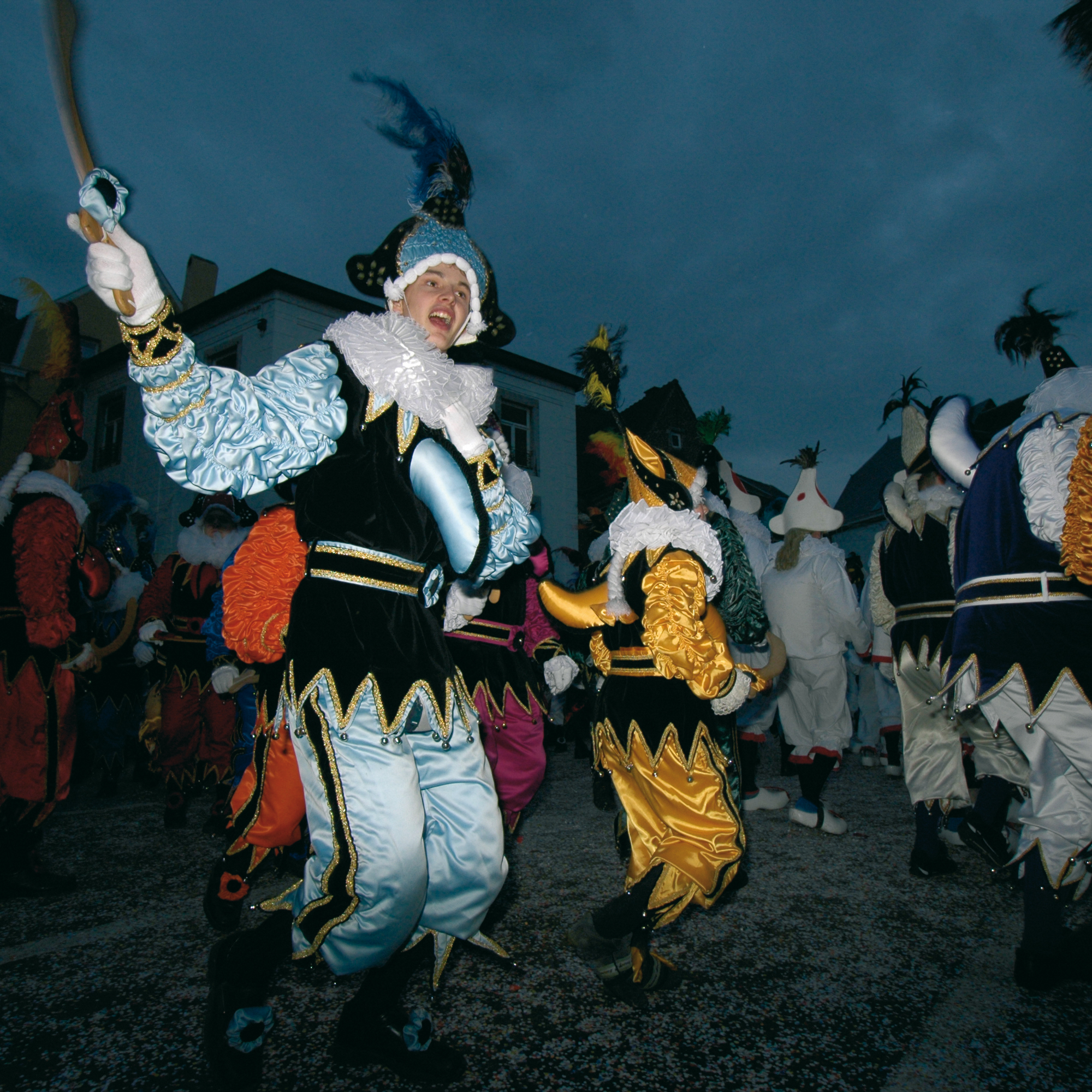
jeune gens

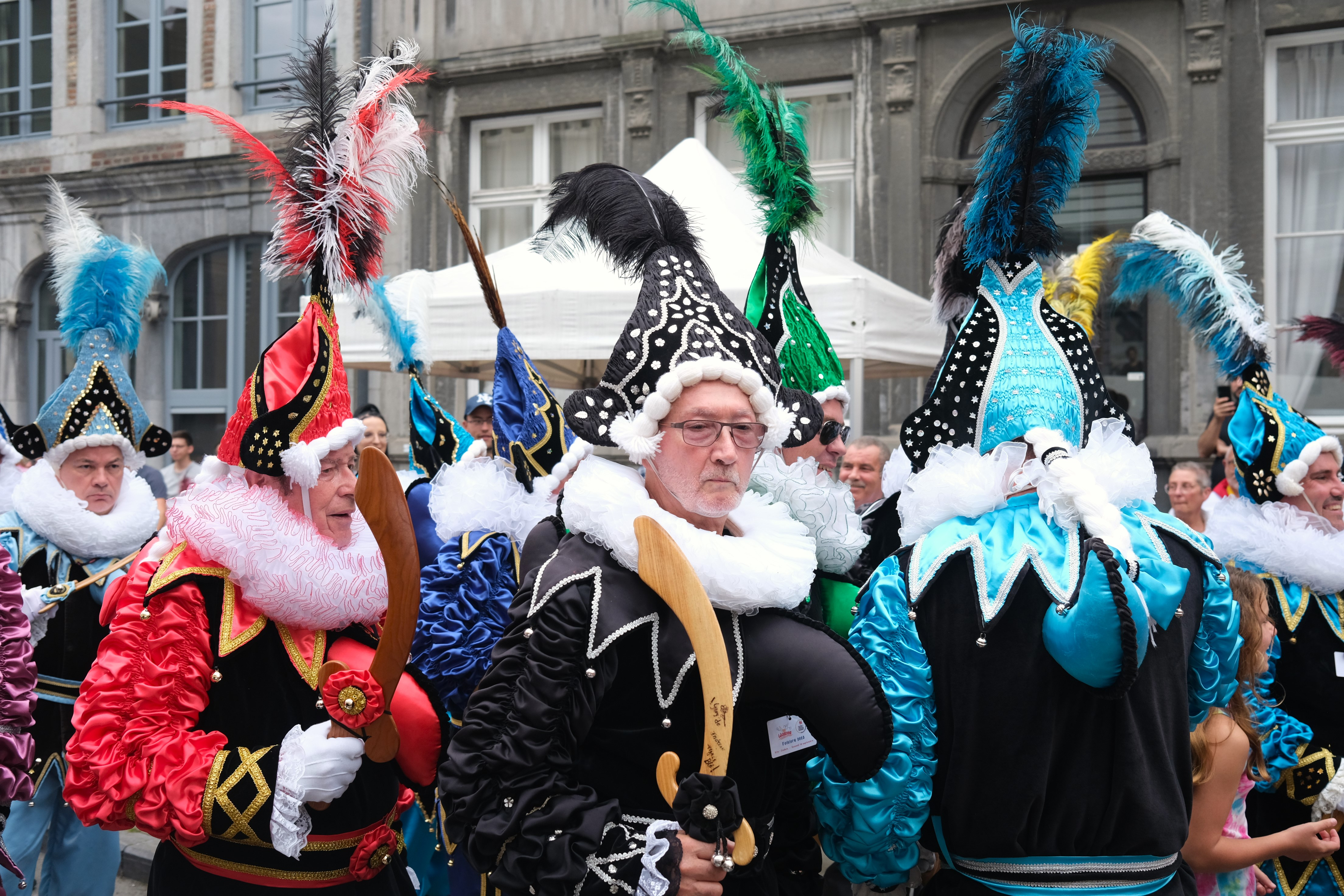
Chinels de Fosses-la-Ville aux fêtes de Wallonie - Namur - 16-09-2023

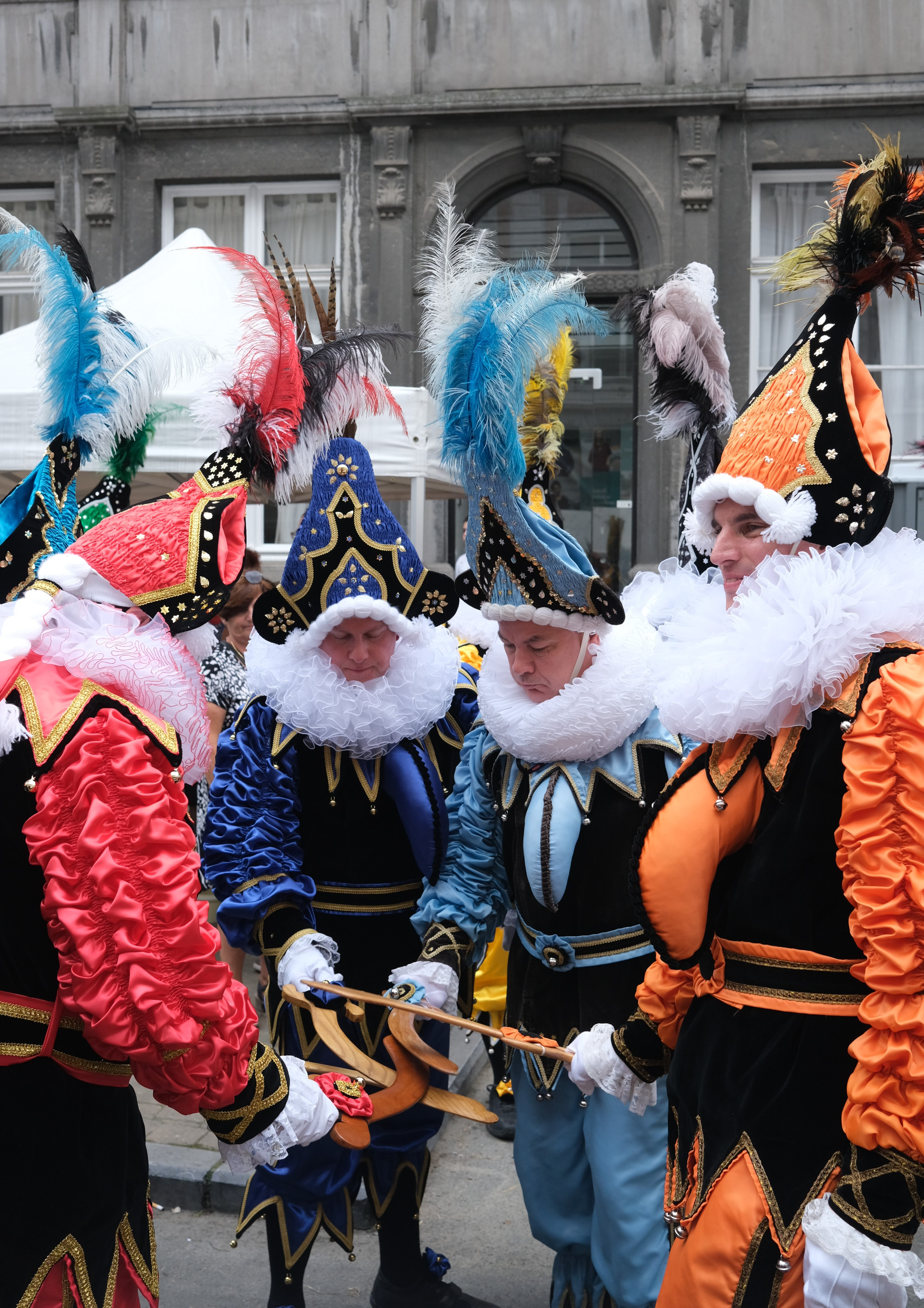
Chinels aux fêtes de Wallonie - Namur - 16-09-2023

Les Chinels, appelés aussi Chinels de Fosses, sont un groupe folklorique de Fosses-la-Ville. Ils sont connus pour leur déguisement coloré avec deux bosses, une sur le dos et une sur le thorax. Ils ont participé à de nombreuses représentations en Belgique et à l'étranger. Le mot Chinel serait une aphérèse de Polichinelle. Les Chinels sont repris parmi les chefs-d’œuvre du Patrimoine oral et immatériel de Charleroi

## Historique
Selon la légende, un bossu de la région, rentrant de son boulot pendant la nuit, assista par hasard au sabbat des fées de la forêt. Pour le remercier, celles-ci lui enlevèrent sa bosse. Le lendemain, apprenant la nouvelle, un bossu méchant et haineux se rendit dans le même lieu à l'heure de minuit. Il en revint avec une seconde bosse, après celle dans le dos, une sur le thorax. La légende était née et les Fossois, à l'approche du Carnaval, se moquèrent de lui en créant le Chinel.
Les Chinels ont été précédés, à Fosses, par un autre groupe, les Doudous dont le costume était tout blanc mais qui portaient également le sabre. Il est fait mention des Doudous dans les comptes de la commune entre 1736 et 1740. Le mot Chinel n'apparaît qu'en 1858, dans les registres de délibérations du Conseil communal.
En 1869, Louis Canivez créa l'air des Chinels. Cette musique entraînante contribuera à l'essor du groupe car jusqu'alors les Chinels se produisaient au son des fifres et des tambours.
Ensuite, les Chinels se regroupèrent en soces, c.-à-d. groupes d'amis, afin de préparer les festivités du carnaval dans le plus grand secret. Les costumes s'enrichirent de couleurs variées et de grandes plumes colorées.
En 1928, les soces se sont regroupées dans une société, qui est devenue royale en 1978.

## Costume
Le costume est de couleur vive souvent verte, rouge, jaune ou mauve. La teinte colorée est toujours unique sur chaque costume. La coiffe est composée de grandes plumes de la même couleur que le costume. Le costume possède une bosse sur le thorax et une dans le dos. Le Chinel porte un yatagan (sabre en bois).

## Représentation internationale
- Outre la présence dans de nombreuses manifestations folklorique en Belgique, les Chinels se sont produits dans divers pays. Dans les pays limitrophes:  France (entre autres 6 participations au Carnaval de Nice), Allemagne, Espagne, Italie, Royaume-uni et les Pays-Bas.
- Une délégation a été invitée à l'Exposition universelle de 1970 à Osaka au Japon.
- Les Chinels étaient également invités en 2000-2001 au Carnaval de La Nouvelle-Orléans et au Festival international de Louisiane.

## Anecdotes
- Le costume actuel est protégé contre les plagiats par le dépôt d'un brevet.
- Une des traditions du groupe est le sabrage des dames: le Chinel effleure le mollet d'une dame ou d'une demoiselle avec son sabre en bois. Ce geste pourrait être mal compris par la victime et son compagnon, mais il s'agit d'une preuve de galanterie ou d'amitié.

## Articles  connexes
- Chinels
- Carnaval de Binche
- Carnaval de Malmedy
- Carnaval de Tilff
- Chefs-d'œuvre du Patrimoine oral et immatériel de la Fédération Wallonie-Bruxelles
- Folklore belge
- Laetare de Stavelot
- Liste du patrimoine culturel immatériel de l'humanité en Belgique